# Манфред Ромел
Манфред Ромел (на немски: Manfred Rommel; роден 24 декември 1928 в Щутгарт) е немски политик (Християн-демократически съюз), който е кмет на Щутгарт от 1974 до 1996 г. Той е втори син на немския фелдмаршал от Втората световна война Ервин Ромел.